# Sarcophaga aniyai
Sarcophaga aniyai är en tvåvingeart som beskrevs av Tadao Kano 1957. Sarcophaga aniyai ingår i släktet Sarcophaga och familjen köttflugor. Inga underarter finns listade i Catalogue of Life.